# Панталеев, Радослав
Ра́дослав Димитров Панталеев (род. 5 июля 1993, София, Болгария) — болгарский боксёр-любитель, выступающий в полутяжёлой и первой тяжёлой весовых категориях. Выступает за сборную Болгарии по боксу с 2013 года, бронзовый призёр чемпионата мира (2019), победитель и призёр многих турниров международного и национального значения в любителях.

## Биография
Радослав Панталеев родился 5 июля 1993 года в Софии, Болгария.

## Любительская карьера
В июле 2013 года участвовал в летней Универсиаде в Казани (Россия) в весе до 81 кг и занял 9-е место, в 1/8 финала проиграв по очкам (0:3) корейцу Ким Хён Кю — который в свою очередь в четвертьфинале проиграл украинцу Александру Гвоздику (чемпиону Универсиады 2013).
В августе 2015 года, в Самокове (Болгария) участвовал на чемпионате Европы в весе до 81 кг, где он в четвертьфинале по очкам (счёт: 1:2) проиграл опытному хорвату Хрвойе Сепу.
В 2016—2018 годах выступал в полупрофессиональной лиге World Series of Boxing.

### 2019 год
В июне 2019 года участвовал в Европейских играх в Минске (Белоруссия), в категории до 91 кг, где в 1/16 финала соревнований со счётом 5:0 победил азербайджанца Рагиля Маммадли, но в 1/8 финала — в конкурентном бою со счётом 2:3 проиграл венгру Адаму Хамори.
В сентябре 2019 года завоевал бронзовую медаль чемпионата мира в Екатеринбурге в весе до 91 кг, в четвертьфинале уверенно победив по очкам (5:0) очень опытного и именитого кубинского боксёра Эрисланди Савона (бывшего чемпиона мира 2017 года), но в полуфинале уступив по очкам (0:5) опытному россиянину Муслиму Гаджимагомедову.

### 2021—2022 годы
В феврале 2021 года стал победителем в весе до 91 кг представительного международного турнира «Странджа» проходившего в Софии (Болгария), где он в финале по очкам раздельным решением судей победил армянина Нарека Манасяна.
В начале июня 2021 года в Париже (Франция), в четвертьфинале Европейского Олимпийского квалификационного турнира проиграл испанскому боксёру Эммануэлю Рейесу, и не смог пройти квалификацию на Олимпийские игры в Токио.
В конце октября 2021 года в Белграде (Сербия), участвовал в чемпионате мира в категории до 92 кг, где он в 1/16 финала проиграл по очкам (0:5) знаменитому кубинцу Хулио Сесару Ла Крусу, — который в итоге стал чемпионом мира 2021 года.
В феврале 2022 года стал серебряным призёром в весе до 92 кг престижного международного турнира «Странджа» проходившем в Софии (Болгария), в финале проиграв по очкам опытному узбекскому боксёру Мадияру Сайдрахимову.